# La Costa de les Monges
La Costa de les Monges és un carrer del municipi de Peralada (Alt Empordà), inclòs en l'Inventari del Patrimoni Arquitectònic de Catalunya. Aquest carrer costerut, que enllaça per baix el carrer de l'Hospital i per la part de dalt el carrer de la Rodona, destaca perquè és travessat pel portal d'entrada de l'antic castell de Toló. Aquesta porta conserva l'arc de mig punt fet amb dovelles de pedra calcària, ben tallades. Damunt la porta hi ha un fragment d'aparell en espiga. També es mantenen al seu lloc les pollegueres. És un dels dos portals conservats del primer recinte de les muralles de Peralada.
A la part de dalt de tot, el carrer també és travessat per un passadís en forma d'arc que comunica el convent de Sant Bartomeu.

## Història

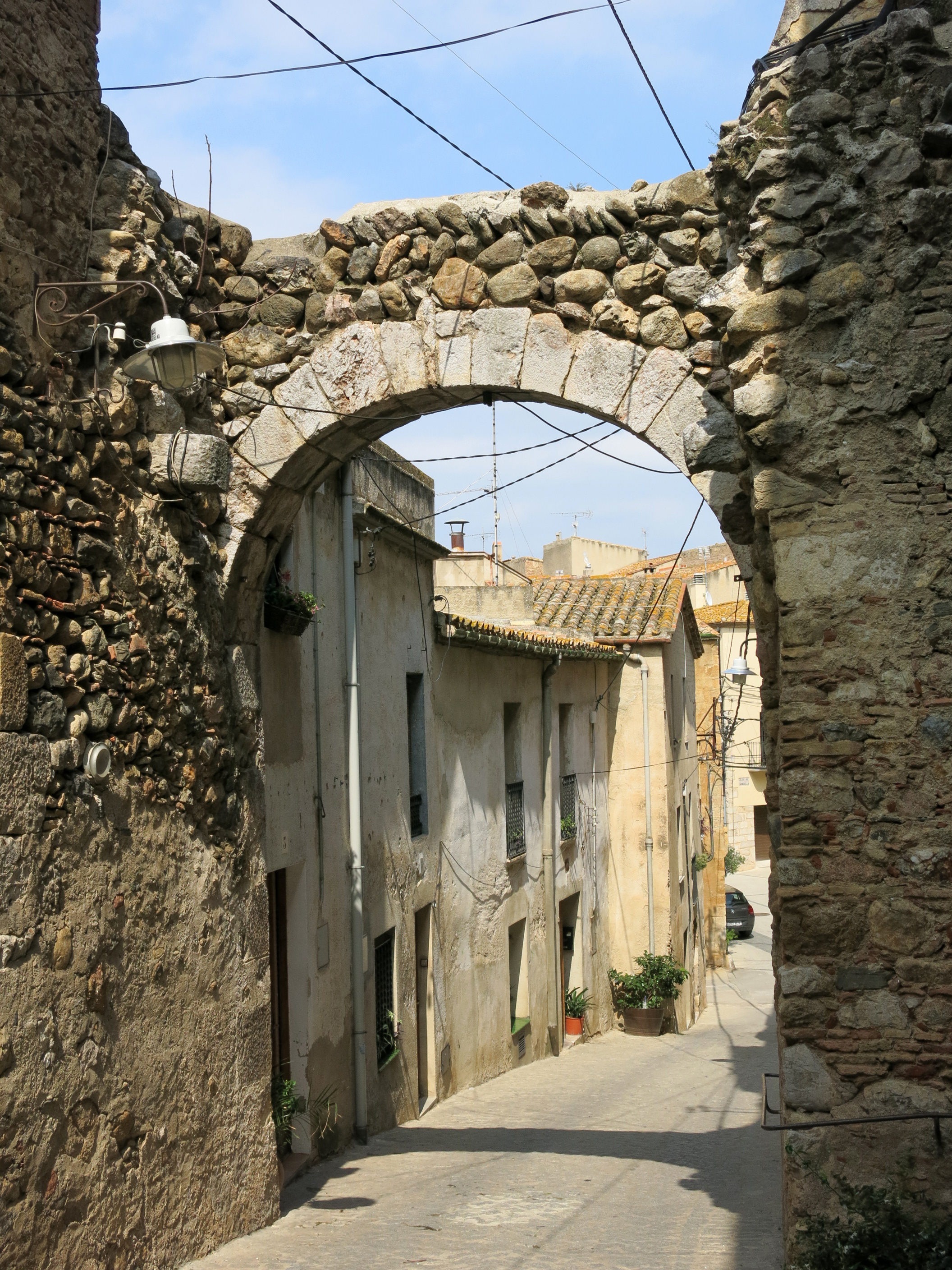
Portal de l'antiga muralla a la Costa de les Monges

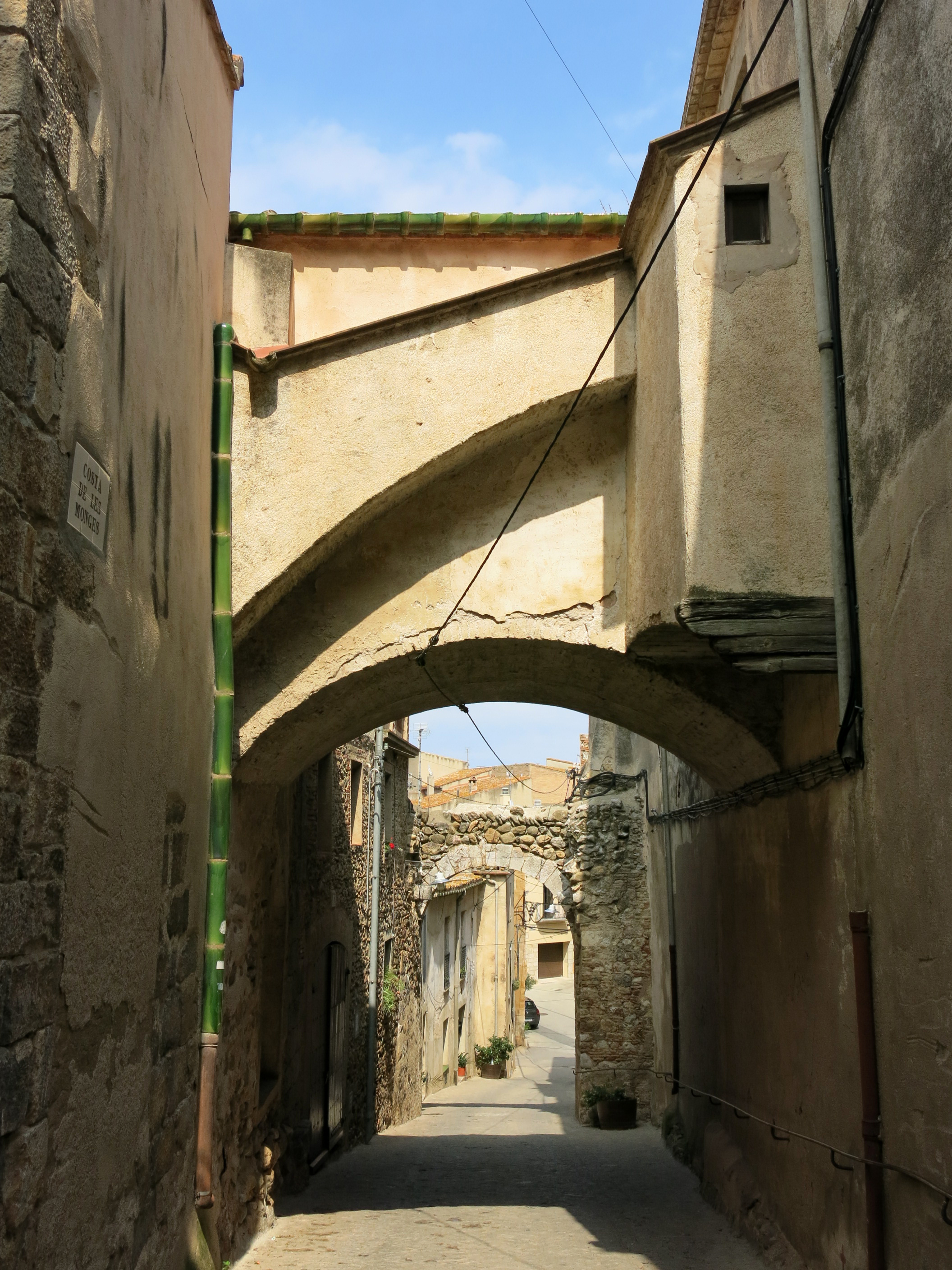
Passadís de comunicació del convent de Sant Bartomeu de Bell-lloc

En el seu relat sobre la vila vescomtal de Peralada, l'historiador Miquel Golobardes i Vila va escriure als anys 50 del segle XX un paràgraf on parla de l'antic castell i de l'església de Sant Domènec, el monument medieval més notable de la població: 
| « | De l'església [de Sant Domènec] se'n conserva un fragment de mur amb l’opus spicatum, i un arcosoli amb un escut i una làpida funerària que porta la data de 1225; i del castell, a la Costa de les Monges, part dels murs construïts amb carreus grans i ben treballats, una obertura d'arc de mig punt i altres elements que s'insinuen confosos entremig de les noves construccions i l'arrebossat. L'any 1390 foren cedits per Felip de Rocabertí, senyor de Peralada, els edificis i els terrenys de l'antic castell a la comunitat de monges canonesses agustines de Sant Bartomeu de Bell-lloc, que encara els conserven. | » |